# Hoffmannia minuticarpa
Hoffmannia minuticarpa är en måreväxtart som beskrevs av David H. Lorence. Hoffmannia minuticarpa ingår i släktet Hoffmannia och familjen måreväxter. Inga underarter finns listade i Catalogue of Life.